# Франсоа Кене
Франсоа Кене (на френски: François Quesnay) е френски учен и икономист, роден през 1694 г. в село Маре, недалеч от Версай.

## Биография
Той е осмият син от тринадесет деца на земевладелец. Рано остава без баща и трябва сам да се грижи за себе си и прехраната си. В Париж учи като чирак гравьорство и същевременно се занимава с природни науки и медицина. 
През 1718 г. се установява в град Мант като хирург. През 1749 г. става придворен лекар на Луи XV и на неговата фаворитка маркиза дьо Помпадур. Благодарение на това се настанява във Версай, където се отдава на задълбочена научна дейност. 
Франсоа Кене твори в областта на природонаучните, медицинските и икономическите науки. Признат е за член на Академията на науките на Франция и е сред най-изтъкнатите френски учени преди Великата френска революция.
Основател е на школата на физиократите. Физиократите критикуват монетаризма, отричат меркантилизма и са за ненамесата на държавата в икономиката. Прави разделение на обществото на три класи – производителна, безплодна и на собствениците. Смята земеделието като единствения източник на добавена стойност и отрича ползите от търговията.
Франсоа Кене умира през 1774 г. 